# برايان ويلسون (تنس)
برايان ويلسون (بالإنجليزية: Brian Wilson)‏ مواليد 23 مايو 1982 في كاليفورنيا، الولايات المتحدة، هو لاعب كرة مضرب أمريكي سابق بدأ مسيرته كمحترف سنة 2004 وكان يلعب باليد اليمنى. أعلى تصنيف له في الفردي كان المركز الـ 232 في سنة 2007. أعلى تصنيف له في الزوجي كان المركز الـ 120 في سنة 2007.

## النهائيات

### الزوجي: (5)
| الرقم | التاريخ | الدورة                      | الأرضية | الشريك           | المنافس                            | النتيجة                 |
| ----- | ------- | --------------------------- | ------- | ---------------- | ---------------------------------- | ----------------------- |
| 1.    | 2004    | بربانك، الولايات المتحدة    | صلبة    | نيك ريني         | براكاش أمريتراج إيريك تاينو        | 6–2, 6–3                |
| 2.    | 2005    | ناشفيل، الولايات المتحدة    | صلبة    | إيلايجا بوزولجاك | سانتياغو غونزاليز دييغو هارتفايلد  | 7–6(8–6), 6–4           |
| 3.    | 2006    | ماوي، الولايات المتحدة      | صلبة    | راجيف رام        | رودريغو أنطونيو جريلي كريستوفر لام | 6–3, 6–2                |
| 4.    | 2007    | ساكرامنتو، الولايات المتحدة | صلبة    | روبرت كيندريك    | يوحنا بولس فراترو سام واربورغ      | 7–5, 7–6(10–8)          |
| 5.    | 2007    | كالاباساس، الولايات المتحدة | صلبة    | جون إيسنر        | روبرت كيندريك سيسيل ماميت          | 7–6(12–10), 4–6, [10–8] |

## روابط خارجية
- برايان ويلسون على موقع رابطة محترفي التنس (الإنجليزية)
- برايان ويلسون على موقع الاتحاد الدولي لكرة المضرب (الإنجليزية)
- برايان ويلسون على موقع خلاصة التنس.كوم (الإنجليزية)
- برايان ويلسون على موقع إي إس بي إن.كوم (الإنجليزية)